# اوله لوکویه
اوله لوکویه (دانمارکی: Ole Lukøje) یک قصه پریان ادبی اثر هانس کریستیان آندرسن است که بر اساس افسانه‌ای عامیانه دربارهٔ موجودی اسرارآمیز و افسانه‌ای از مرد شنی نوشته شده که کودکان را به آرامی به خواب می‌برد و بسته به رفتار خوب یا بدشان، رویاهای متفاوتی به آن‌ها نشان می‌دهد.
نام «اوله لوکویه» در واقع از دو بخش تشکیل شده است: اوله یک نام رایج دانمارکی مردانه است و لوکویه ترکیبی از واژه‌های دانمارکی برای 'بستن' و 'چشم' است. در این داستان، او هر شب به دیدن پسربچه‌ای به نام هالمار می‌رود و برای او قصه می‌گوید. در نهایت، مشخص می‌شود که اوله لوکویه یک خدای رؤیا است، و در آخرین داستانش در روز یکشنبه، دربارهٔ برادر خود که او نیز اوله لوکویه نامیده می‌شود اما در واقع مرگ است، سخن می‌گوید؛ کسی که چشم‌های افراد را برای همیشه می‌بندد و آن‌ها را با خود می‌برد.

## اوله لوکویه دربارهٔ مرگ
| "می‌خواهم برادرم را به تو نشان دهم. او نیز اوله لوکویه نام دارد اما فقط یک بار به سراغ کسی می‌آید، و زمانی که می‌آید، او را بر اسب خود سوار کرده و همراهش داستان‌هایی تعریف می‌کند. او فقط دو داستان بلد است. «یکی از این داستان‌ها آن‌قدر زیباست که هیچ‌کس در دنیا نمی‌تواند چیزی شبیه به آن را تصور کند؛ اما دیگری به همان اندازه زشت و وحشتناک است که توصیف آن غیرممکن خواهد بود.» سپس اوله لوکویه، هالمار را بلند کرد و کنار پنجره برد. "حالا می‌توانی برادرم را ببینی، او نیز اوله لوکویه نام دارد؛ اما مردم او را مرگ نیز می‌نامند. "ببین، او آن‌قدرها هم که در کتاب‌های تصویری نشان داده‌اند، بد به نظر نمی‌رسد! نه، لباسش با نقره گلدوزی شده، او یونیفورم باشکوه یک هوسار را بر تن دارد، و شنلی از مخمل سیاه در پشتش بر روی اسب در اهتزاز است. ببین چگونه با سرعت می‌تازد." | "Jeg vil vise Dig min Broder, han hedder ogsaa Ole Lukøie, men han kommer aldrig til nogen meer end eengang og naar han kommer, tager han dem med paa sin Hest og fortæller dem Historier. "Han kan kun to, een der er saa mageløs deilig, at ingen i Verden kan tænke sig den, og een der er saa fæl og gruelig - ja det er ikke til at beskrive!" Og saa løftede Ole Lukøie den lille Hjalmar op i Vinduet og sagde, "der skal Du see min Broder, den anden Ole Lukøie! de kalde ham ogsaa Døden! "Seer Du, han seer slet ikke slem ud, som i Billedebøgerne, hvor han er Been og Knokler! nei, det er Sølvbroderi han har paa Kjolen: det er den deiligste Husar-Uniform! en Kappe af sort Fløiel flyver bag ud over Hesten! See hvor han rider i Gallop." |